# 로런 차베스
로런 차베즈(Lauren Chavez, 1992년 1월 6일 ~ )은 미국의 싱어송라이터이자 배우이다. 로런은 2005년 SAG의 멤버였으며, 2010년에는 스쿨걸즈에 영입되어 활동하다가 2012년 11월에 스쿨걸즈가 해체하면서 솔로 활동을 하고 있다.

## 커버 곡
| 타이틀           | 년도 | 다른 아티스트 |
| ---------------- | ---- | ------------- |
| "Perfection"     | 2009 | none          |
| "Primadonna"     | 2013 | none          |
| "Still Into You" | 2014 | none          |